# آخرالزمان (فیلم ۲۰۰۷)
«آخرالزمان» (انگلیسی: The Apocalypse (2007 film)) فیلمی در ژانر علمی–تخیلی است که در سال ۲۰۰۷ منتشر شد. از بازیگران آن می‌توان از لی اسکات نام برد.